# Маннозидоз
Маннозидо́зы — редкие наследственные заболевания из группы лизосомных болезней накопления с аутосомно-рецессивным типом наследования.

## Патогенез
Генетически детерминированный дефект фермента (α- или β-маннозидазы), участвующего в расщеплении сложных углеводов в лизосомах ведёт к накоплению метаболитов внутри клетки с последующим нарушением её функции. Отсутствие фермента лизосом приводит к летальному исходу в раннем детстве, связанному с резким расстройством работы центральной нервной системы. Частичное нарушение активности фермента вызывает развитие клинической картины более мягких типов заболевания, сопровождающихся тугоухостью, психическими расстройствами, повышенной восприимчивостью к развитию бактериальной инфекции и деформациями скелета. Течение заболевания прогрессирующее.

## Наследование

Аутосомно-рецессивный механизм наследования маннозидоза: оба родителя являются носителями дефектного гена (помечен красным кружочком). По законам Менделя вероятность того, что дети будут носителями мутантного гена (как их родители), — 50 %, вероятность рождения ребёнка без мутации — 25 %, вероятность рождения больного ребёнка — 25 %.

Маннозидоз наследуется, как и подавляющее большинство лизосомных болезней накопления, по аутосомно-рецессивному типу наследования. Следовательно, с одинаковой частотой встречается как у мужчин, так и у женщин. Заболевание клинически манифестирует только в случае, когда обе аутосомы, полученные по одной от отца и матери, являются дефектными (повреждение обеих копий гена, находящихся на гомологичных аутосомах).

## Классификация
Молекулярная генетика позволяет дифференцировать генные мутации, ведущие к дефекту альфа- или бета-маннозидазы. В соответствии с этим, различают:
- Альфа-маннозидоз с подтипами (ген MAN2B1, локализованный на коротком плече 19-й хромосомы — локус 19p13.2 или 19cen-q13.1)[4];
- Бета-маннозидоз (ген MANBA, локализованный на длинном плече 4-й хромосомы — локус 4q22-25)[5].